# II. Vahtang grúz király
II. Vahtang (1254 után – 1292), grúzul: ვახტანგ II, grúz király. Ő volt a második és egyben utolsó grúz király, aki a Szeldzsuk-dinasztiából származott, hiszen apjának további leszármazottai már csak a nyugat-grúziai Imereti Királyságban uralkodtak egészen a XV. századig. Apja egy évvel túlélte őt.

## Élete
Édesapja VI. Dávid (Narin) (1225 körül–1293), 1245-től 1258-ig grúz király, Muhammad Mugith-ud-Din Turkán Sah/Gijász ad-Din (Demeter) erzurumi szeldzsuk herceg és I. Ruszudani grúz királynő fia.
Édesanyja Palaiologosz Teodóra (?–1268 előtt), Ióannész Palaiologosz (1225/30–1273/4) lányaként VIII. Mihály bizánci császár unokahúga. 